# 久保田愛夏
久保田 愛夏（くぼた まなか、1996年7月9日 - ）は、日本のカヌー選手。2020年東京オリンピックのカヌー競技に出場した。
東京都出身。日本体育大学出身。ぎふ瑞穂スポーツガーデン所属。